# Cariniana
Cariniana là một chi thực vật có hoa trong họ Lecythidaceae.

## Loài
Chi Cariniana gồm các loài: